# 陀罗果雪胆
陀罗果雪胆（学名：Hemsleya turbinata），为葫芦科雪胆属下的一个植物种。